# Marek Sznajderman
Marek Sznajderman (ur. 28 sierpnia 1929 w Warszawie, zm. 15 sierpnia 2020) – polski kardiolog, profesor nauk medycznych, wieloletni pracownik Instytutu Kardiologii w Warszawie oraz Akademii Medycznej w Warszawie.

## Życiorys
Był synem Ignacego Sznajdermana. Podczas II wojny światowej wraz z rodziną przebywał w getcie warszawskim, gdzie zginął m.in. jego ojciec i młodszy brat.
W 1953 spędził siedem miesięcy w szpitalu Polskiego Czerwonego Krzyża w Korei, za co został odznaczony Krzyżem Kawalerskim Orderu Odrodzenia Polski. W 1959 uzyskał stopień naukowy doktora medycyny, w 1967 stopień doktora habilitowanego, a w 1980 tytuł naukowy profesora nadzwyczajnego. Był pracownikiem Instytutu Kardiologii im. Prymasa Tysiąclecia Stefana Kardynała Wyszyńskiego w Aninie oraz II Kliniki Chorób Wewnętrznych Akademii Medycznej w Warszawie.
Otrzymał godność honorowego członka Towarzystwa Internistów Polskich i Polskiego Towarzystwa Badań nad Miażdżycą.
Był autorem i współautorem licznych publikacji naukowych i wydawnictw książkowych.
Ojciec Moniki Sznajderman, antropolożki kultury, współzałożycielki i redaktor naczelnej Wydawnictwa Czarne.
Zmarł 15 sierpnia 2020.

## Wybrane publikacje
- Włodzimierz Januszewicz, Marek Sznajderman: Jak żyć z nadciśnieniem tętniczym. Warszawa: Państwowy Zakład Wydawnictw Lekarskich, 1989. ISBN 83-200-1395-X. Brak numerów stron w książce
- Marek Sznajderman, Włodzimierz Januszewicz, Idalia Cybulska: Leczenie nadciśnienia tętniczego. Warszawa: Państwowy Zakład Wydawnictw Lekarskich, 1988. ISBN 83-200-1362-3. Brak numerów stron w książce
- Włodzimierz Januszewicz, Marek Sznajderman, Ewa Szczepańska-Sadowska: Nadciśnienie tętnicze. Warszawa: Wydawnictwo Lekarskie PZWL, 1993. ISBN 83-200-1713-0. Brak numerów stron w książce